# 7727 Чепурова
7727 Чепурова (7727 Chepurova) — астероїд головного поясу, відкритий 8 березня 1975 року.
Тіссеранів параметр щодо Юпітера — 3,535.